# Список загиблих у боях за Авдіївку (2014—2021)
У статті наведено список втрат українських сил у боях за Авдіївку.

## Список загиблих
| Толкін Володимир Миколайович      | старший солдат      | 1 серпня 2014     | 93 ОМБр          | від вибуху снаряду                                                                                              |  |  |  |  |
| Ломейко Андрій Вікторович         | солдат              | 10 листопада 2014 | 56 ОМПБр         | Помер під час транспортування після отриманих важких поранень під час мінометного обстрілу блокпосту.           |  |  |  |  |
| Бенера Іван Іванович              | капітан (посмертно) | 2 грудня 2014     | 204 БрТА         | Загинув від прямого попадання 2-х 152 мм снарядів.                                                              |  |  |  |  |
| Семеряк Ярослав Іванович          | солдат              | 19 червня 2015    | ДУК              | помер від поранень                                                                                              |  |  |  |  |
| Поляков Євген Олександрович       | солдат              | 11 липня 2015     | 93 ОМБр          | Зазнав осколкового поранення в серце під час мінометного обстрілу ротного опорного пункту біля шахти «Бутівка». |  |  |  |  |
| Батир Руслан Іванович             | солдат              | 11 липня 2015     | 1039 ЗРП         | Загинув під обстрілом неподалік Авдіївки.                                                                       |  |  |  |  |
| Кравченко Віталій Миколайович     | капітан             | 31 жовтня 2015    | 53 ОМБр          | Загиинув від підриву на розтяжці, у лісі неподалік від «Царської охоти».                                        |  |  |  |  |
| Труш Володимир Васильович         | капітан             | 31 жовтня 2015    | 53 ОМБр          | Загиинув від підриву на розтяжці, у лісі неподалік від «Царської охоти».                                        |  |  |  |  |
| Олійник Олександр Іванович        | старшина            | 6 лютого 2015     | 3 ОТБ «Звіробій» | Загинув у танку Т-64БВК «310» внаслідок обстрілу.                                                               |  |  |  |  |
| Арабський Віктор Романович        | старший сержант     | 8 лютого 2015     | 3 ОТБ «Звіробій» | Загинув внаслідок мінометного обстрілу.                                                                         |  |  |  |  |
| Шемчук Петро Михайлович           | старший лейтенант   | 8 лютого 2015     | 3 ОТБ «Звіробій» | Загинув внаслідок мінометного обстрілу.                                                                         |  |  |  |  |
| Костюк Євген Віталійович          | солдат              | 2 червня 2016     | ДУК              | помер від поранень                                                                                              |  |  |  |  |
| Лисевич Олег Степанович           | старший солдат      | 6 липня 2016      | 122 ОАеМБ        | Загинув в результаті мінометного обстрілу позицій бригади в промзоні міста Авдіївка                             |  |  |  |  |
| Ворошило Євгеній Іванович         | солдат              | 30 серпня 2016    | ДУК              | Загинув від кулі снайпера в промзоні Авдіївки                                                                   |  |  |  |  |
| Литовченко В'ячеслав Григорович   | солдат              | 30 вересня 2016   | ДУК              | Отримав важке поранення у голову від кулі снайпера, помер на операційному столі.                                |  |  |  |  |
| Кравченко Сергій Вікторович       | солдат              | 3 жовтня 2016     | ДУК              | під час виконання бойового завдання у боєзіткненні з ДРГ противника                                             |  |  |  |  |
| Гамсахурдія Давид Михайлович      | солдат              | 8 жовтня 2016     | 128 ОГПБр        | Помер в лікарні ім. Мечникова міста Дніпро від поранень, котрих зазнав 16 вересня у боях за Бутівку.            |  |  |  |  |
| Саєнко Дмитро Олександрович       | солдат              | 23 жовтня 2016    | УДА              | під час бойових дій в «промзоні» Авдіївки — накрив собою гранату та врятував життя побратимам                   |  |  |  |  |
| Зебін Едуард Миколайович          | солдат              | 30 листопада 2016 | ДУК              | Загинув внаслідок мінометного обстрілу                                                                          |  |  |  |  |
| Павлюк Ярослав Володимирович      | старший сержант     | 17 грудня 2016    | 72 ОМБр          | внаслідок мінно-вибухової травми поблизу Авдіївки.                                                              |  |  |  |  |
| Кизило Андрій Олександрович       | капітан             | 29 січня 2017     | 72 ОМБр          | Загинув під час утримання позиції Алмаз. Пряме влучення міни калібру 120 мм в окоп.                             |  |  |  |  |
| Бальченко Володимир Іванович      | молодший сержант    | 29 січня 2017     | 72 ОМБр          | Загинув під час утримання позиції Алмаз. Пряме влучення міни калібру 120 мм в окоп.                             |  |  |  |  |
| Оверченко Дмитро Олександрович    | солдат              | 29 січня 2017     | 72 ОМБр          | Загинув під час утримання позиції Алмаз. Пряме влучення міни калібру 120 мм в окоп.                             |  |  |  |  |
| Крижанський Володимир Олексійович | сержант             | 29 січня 2017     | 72 ОМБр          | Загинув під час утримання позиції Алмаз.                                                                        |  |  |  |  |
| Бурець Олег Васильович            | солдат              | 29 січня 2017     | 72 ОМБр          | Загинув під час утримання позиції Алмаз.                                                                        |  |  |  |  |
| Шамрай Віталій Володимирович      | солдат              | 30 січня 2017     | 72 ОМБр          | Загинув під час артилерійського обстрілу в промзоні Авдіївки.                                                   |  |  |  |  |
| Павлюк Ярослав Ярославович        | солдат              | 30 січня 2017     | 72 ОМБр          | Загинув у боях в промзоні Авдіївки. Машина була підбита.                                                        |  |  |  |  |
| Дергач Леонід Валентинович        | старший лейтенант   | 1 лютого 2017     | 72 ОМБр          | Загинув у боях в промзоні Авдіївки.                                                                             |  |  |  |  |
| Бублієнко Роман Володимирович     | солдат              | 1 лютого 2017     | 72 ОМБр          | Загинув у боях в промзоні Авдіївки.                                                                             |  |  |  |  |
| Гринчишин Максим Ігорович         | лейтенант           | 19 лютого 2017    | 72 ОМБр          | Загинув у боях в промзоні Авдіївки.                                                                             |  |  |  |  |
| Абрамітов Артур Юрійович          | солдат              | 26 лютого 2017    | 15 ОМПБ          | Загинув від поранень під час мінометного обстрілу під Авдіївкою.                                                |  |  |  |  |
| Руфімський Олексій В'ячеславович  | солдат              | 6 березня 2017    | ДУК              | Загинув від кулі снайпера.                                                                                      |  |  |  |  |
| Атакішиєв Сахіб Магеррам огли     | сержант             | 13 березня 2017   | 10 ОГШБр         | загинув під час виконання бойового завдання в районі Авдіївки.                                                  |  |  |  |  |
| Шматко Дмитро Ігорович            | солдат              | 22 березня 2017   | 72 ОМБр          | загинув внаслідок обстрілу взводного опорного пункту поблизу Авдіївки.                                          |  |  |  |  |
| Козарук Петро Михайлович          | старший сержант     | 26 березня 2017   | 72 ОМБр          | загинув внаслідок обстрілу взводного опорного пункту поблизу Авдіївки.                                          |  |  |  |  |
| Мосійчук Сергій Олександрович     | солдат              | 26 березня 2017   | 72 ОМБр          | загинув внаслідок обстрілу взводного опорного пункту поблизу Авдіївки.                                          |  |  |  |  |
| Тимченко Олексій Степанович       | солдат              | 26 березня 2017   | 72 ОМБр          | загинув внаслідок обстрілу взводного опорного пункту поблизу Авдіївки.                                          |  |  |  |  |
| Педак Олександр Анатолійович      | старший солдат      | 26 березня 2017   | 72 ОМБр          | Бої за Авдіївку.                                                                                                |  |  |  |  |
| Новохатько Олег Олександрович     | солдат              | 30 березня 2017   | 72 ОМБр          | вибух міномета                                                                                                  |  |  |  |  |
| Сумський Дмитро Михайлович        | солдат              | 30 березня 2017   | ДУК              | вибух міномета                                                                                                  |  |  |  |  |
| Латченко Артур Вікторович         | солдат              | 3 квітня 2017     | 72 ОМБр          | мінометний обстріл                                                                                              |  |  |  |  |
| Макаров Владислав Романович       | солдат              | 3 квітня 2017     | 72 ОМБр          | мінно-вибухові травми                                                                                           |  |  |  |  |
| Саник Олег Володимирович          | солдат              | 12 квітня 2017    | 72 ОМБр          | вентиляційний ствол шахти «Бутівка-Донецька»                                                                    |  |  |  |  |
| Ніженський Василь Петрович        | старший сержант     | 20 квітня 2017    | 72 ОМБр          | під час обстрілу спостережного пункту в промисловій зоні Авдіївки                                               |  |  |  |  |
| Кірієнко Олександр Вікторович     | солдат              | 20 квітня 2017    | 72 ОМБр          | під час обстрілу спостережного пункту в промисловій зоні Авдіївки                                               |  |  |  |  |
| Аміров Руслан Алієвич             | солдат              | 23 квітня 2017    | 72 ОМБр          | загинув від кулі снайпера під час бойового зіткнення                                                            |  |  |  |  |
| Кобченко Сергій Геннадійович      | старший сержант     | 25 квітня 2017    | 72 ОМБр          | обстріл проросійськими терористами опорного пункту у промзоні                                                   |  |  |  |  |
| Кучерков Микола Миколайович       | сержант             | 28 квітня 2017    | 23 ОМПБ          | кульове наскрізне проникаюче поранення                                                                          |  |  |  |  |
| Богданов Сергій Вікторович        | сержант             | 2 травня 2017     | 23 ОМПБ          | загинув від мінно-вибухової травми внаслідок мінометного обстрілу позиції                                       |  |  |  |  |
| Михайлик Сергій Віталійович       | старший солдат      | 31 травня 2017    | 72 ОМБр          | помер від поранення                                                                                             |  |  |  |  |
| Потєхін Анатолій Миколайович      | капітан             | 7 червня 2017     | 12 ОМПБ          | спрацювання вибухового пристрою                                                                                 |  |  |  |  |
| Сарнавський Євгеній Вікторович    | майор (посмертно)   | 15 червня 2017    | 72 ОМБр          | помер від поранення                                                                                             |  |  |  |  |
| Луців Андрій Зенонович            | вояк                | 21 червня 2017    | УДА              | загинув у бою                                                                                                   |  |  |  |  |
| Іваник Володимир Васильович       | вояк                | 21 червня 2017    | УДА              | загинув у бою                                                                                                   |  |  |  |  |
| Черноконь Олег Євгенович          | молодший сержант    | 20 липня 2017     | 72 ОМБр          | Спартак |  |  |  |  |
| Федан Валерій Олександрович       | солдат              | 11 серпня 2017    | 72 ОМБр          | підірвався на міні з «розтяжкою»                                                                                |  |  |  |  |
| Ручка Сергій Іванович             | солдат              | 16 серпня 2017    | 72 ОМБр          | поранення в голову під час мінометного обстрілу промислової зони                                                |  |  |  |  |
| Глова Денис Ігорович              | молодший сержант    | 21 серпня 2017    | 72 ОМБр          | внаслідок обстрілу взводного опорного пункту в промисловій зоні міста Авдіївка                                  |  |  |  |  |
| Телюк Ігор Володимирович          | солдат              | 7 вересня 2017    | 72 ОМБр          | Загинув в промисловій зоні від кулі снайпера                                                                    |  |  |  |  |
| Альмужний Сергій Валерійович      | старший солдат      | 14 вересня 2017   | 72 ОМБр          | під час вогневого протистояння на позиції біля шахти «Бутівка»                                                  |  |  |  |  |
| Ларін Микола Миколайович          | солдат              | 16 жовтня 2017    | 72 ОМБр          | на бойовому чергуванні зазнав смертельного кульового поранення у шию під час обстрілу                           |  |  |  |  |
| Данілов Ростислав Олексійович     | солдат              | 8 листопада 2017  | 25 ОПДБр         | під час вогневого протистояння з противником в районі шахти «Бутівка»                                           |  |  |  |  |
| Маслов Віктор Олегович            | старший солдат      | 28 листопада 2017 | 25 ОПДБр         | від кулі снайпера поблизу Авдіївки                                                                              |  |  |  |  |
| Павленко Андрій Олексійович       | прапорщик           | 7 грудня 2017     | 25 ОПДБр         | під час обстрілу позицій поблизу Авдіївки                                                                       |  |  |  |  |
| Іванович Віталій Валентинович     | старший лейтенант   | 8 грудня 2017     | 25 ОПДБр         | помер під час несення служби                                                                                    |  |  |  |  |
| Караконстантин Федір Федорович    | лейтенант           | 8 грудня 2017     | 25 ОПДБр         | від кулі снайпера поблизу селища Кам'янка (Ясинуватський район)                                                 |  |  |  |  |
| Корнелюк Павло Володимирович      | старший солдат      | 13 грудня 2017    | 131 ОРБ          | від кулі снайпера поблизу Донецької фільтрувальної станції                                                      |  |  |  |  |
| Борисенко Андрій Юрійович         | сержант             | 20 грудня 2017    | 25 ОПДБр         | поблизу селища Кам'янка (Ясинуватський район) — куля снайпера                                                   |  |  |  |  |
| Оріхівський Олексій Володимирович | молодший сержант    | 21 грудня 2017    | 25 ОПДБр         | поранення уламком міни калібру 120 мм                                                                           |  |  |  |  |
| Золотарьов Юрій Анатолійович      | старший лейтенант   | 24 грудня 2017    | 25 ОПДБр         | помер від поранень                                                                                              |  |  |  |  |
| Товкач Андрій Віталійович         | старший солдат      | 26 грудня 2017    | 25 ОПДБр         | від смертельного вогнепального поранення під час обстрілу зі стрілецької зброї опорного пункту «Шахта»          |  |  |  |  |
| Шеленгович Іван Валерійович       | солдат              | 29 грудня 2017    | 25 ОПДБр         | під час бойових дій на позиції «Шахта» — від смертельного вогнепального поранення кулею снайпера                |  |  |  |  |
| Пуцулай Ян Георгійович            | солдат              | 31 січня 2018     | 204 БрТА         | під час виконання бойового завдання внаслідок тяжкого поранення в часі двостороннього бою на бойових позиціях   |  |  |  |  |
| Сівко Олександр Володимирович     | солдат              | 25 лютого 2018    | 95 ОАеМБр        | загинув від кулі снайпера на спостережному посту поблизу позиції «Шахта» (шахта «Бутівка»)                      |  |  |  |  |
| Сапеску Вадим Георгійович         | молодший сержант    | 2 березня 2018    | 95 ОАеМБр        | загинув від кулі снайпера під час виконання бойового завдання                                                   |  |  |  |  |
| Козченко Владислав Ігорович       | молодший сержант    | 6 березня 2018    | 95 ОАеМБр        | загинув внаслідок обстрілу в промзоні                                                                           |  |  |  |  |
| Ковнацький Сергій Миколайович     | старший солдат      | 25 березня 2018   | 95 ОАеМБр        | під час бойового чергування в районі шахти «Бутівка» загинув від поранення у голову кулею снайпера              |  |  |  |  |
| Бокоч Олег Степанович             | молодший сержант    | 12 травня 2018    | 95 ОАеМБр        | під вечір в часі відбиття атаки противника                                                                      |  |  |  |  |
| Жук Сергій Йосипович              | солдат              | 14 червня 2018    | 92 ОМБр          | в часі відбиття атаки ДРГ противника                                                                            |  |  |  |  |
| Баглик Руслан Євгенович           | старший солдат      | 25 червня 2018    | 92 ОМБр          | помер від поранень                                                                                              |  |  |  |  |
| Гусейнов Владислав Тофікович      | солдат              | 28 червня 2018    | 93 ОМБр          | біля Донецької фільтрувальної станції                                                                           |  |  |  |  |
| Балог Федір Калманович            | сержант             | 4 серпня 2018     | 92 ОМБр          | в ході вогневого зіткнення поблизу Авдіївки                                                                     |  |  |  |  |
| Бондаренко Владислав Олексійович  | сержант             | 18 серпня 2018    | 92 ОМБр          | під час нічного чергування в районі міста Авдіївка                                                              |  |  |  |  |
| Бакланова Алєся Олександрівна     | солдат              | 10 жовтня 2018    | 92 ОМБр          | Шахта «Бутівка»                                                                                                 |  |  |  |  |
| Наконечний Ігор Олександрович     | старший солдат      | 8 лютого 2019     | 93 ОМБр          | під час обстрілу позиції                                                                                        |  |  |  |  |
| Валах Сергій Вадимович            | старший солдат      | 20 березня 2019   | 93 ОМБр          | під час виїзду на бойове завдання із придушення ворожого вогню на міні підірвалась бойова машина                |  |  |  |  |
| Сирін Максим Миколайович          | солдат              | 21 березня 2019   | 93 ОМБр          | при відбитті вогневої групи                                                                                     |  |  |  |  |
| Ігнатенко Ігор Павлович           | солдат              | 12 квітня 2019    | 93 ОМБр          | при відбитті вогневої групи біля шахти «Бутівка»                                                                |  |  |  |  |
| Лісовол Дмитро Олександрович      | старший солдат      | 15 липня 2019     | 92 ОМБр          | Зазнав поранення розривною кулею, втратив багато крові, помер в реанімації                                      |  |  |  |  |
| Бурдейний Юрій Олегович           | старший солдат      | 10 вересня 2019   | 92 ОМБр          | Загинув від кулі снайпера                                                                                       |  |  |  |  |
| Громович Юрій Володимирович       | солдат              | 15 жовтня 2019    | 92 ОМБр          | Загинув від кулі снайпера                                                                                       |  |  |  |  |
| Бродніков Герман Миколайович      | старший солдат      | 7 листопада 2019  | 92 ОМБр          | неподалік позиції «Шахта Бутівка»                                                                               |  |  |  |  |
| Моторін Геннадій Анатолійович     | старший солдат      | 8 листопада 2019  | 92 ОМБр          | помер від поранень                                                                                              |  |  |  |  |
| Кучкін Олексій Вікторович         | старший солдат      | 15 січня 2020     | 92 ОМБр          | внаслідок пострілу ворожого снайпера                                                                            |  |  |  |  |
| Богусласький Станіслав Андрійович | Молодший сержант    | 31 грудня 2021    | 25 ОПДБр         | внаслідок обстрілу терориста                                                                                    |  |  |  |  |